# Championnat du Koweït de football 1983-1984
Navigation
Saison suivante
La saison 1983-1984 du Championnat du Koweït de football est la vingt-troisième édition du championnat de première division au Koweït. La Premier League regroupe les quatorze meilleurs clubs du pays au sein d'une poule unique où ils s'affrontent deux fois au cours de la saison, à domicile et à l'extérieur. À la fin de la compétition, il n'y a ni promotion, ni relégation.
C'est le club d'Al Arabi Koweït, double tenant du titre, qui remporte à nouveau le championnat en terminant en tête du classement final, avec trois points d'avance sur Al Salmiya et neuf sur Kazma Sporting Club. C'est le 10e titre de champion du Koweït de l'histoire du club.

## Les clubs participants
| - Al Arabi Koweït - Al-Salmiya SC - Kazma Sporting Club - Al Kuwait Kaifan - Qadsia Sporting Club - Al Tadamon Farwaniya - Al-Shabab Koweit | - Al Nasr Koweït - Al Fehayheel - Al Sahel - Sulaibikhat - Al Yarmouk - Khitan FC - Al Jahra |

## Compétition

### Classement
Le barème utilisé pour établir le classement est le suivant :
- Victoire : 3 points
- Match nul : 1 point
- Défaite : 0 point

| Rang | Équipe                | Pts | J  | G  | N  | P  | Bp | Bc | Diff |
| ---- | --------------------- | --- | -- | -- | -- | -- | -- | -- | ---- |
| 1    | Al Arabi Koweit T     | 65  | 26 | 20 | 5  | 1  | 67 | 13 | +54  |
| 2    | Al-Salmiya SC         | 62  | 26 | 19 | 5  | 2  | 43 | 16 | +27  |
| 3    | Kazma Sporting Club C | 56  | 26 | 17 | 5  | 4  | 68 | 20 | +48  |
| 4    | Al Kuwait Kaifan      | 54  | 26 | 16 | 6  | 4  | 53 | 21 | +32  |
| 5    | Qadsia Sporting Club  | 49  | 26 | 14 | 7  | 5  | 49 | 26 | +23  |
| 6    | Al Tadamon Farwaniya  | 41  | 26 | 12 | 5  | 9  | 40 | 35 | +5   |
| 7    | Al-Shabab Koweït      | 30  | 26 | 7  | 9  | 10 | 39 | 46 | -7   |
| 8    | Al Nasr Koweït        | 28  | 26 | 5  | 13 | 8  | 27 | 33 | -6   |
| 9    | Al Fehayheel          | 27  | 26 | 7  | 6  | 13 | 25 | 45 | -20  |
| 10   | Al Sahel              | 23  | 26 | 6  | 5  | 15 | 24 | 44 | -20  |
| 11   | Sulaibikhat           | 21  | 26 | 6  | 3  | 17 | 35 | 59 | -24  |
| 12   | Al Yarmouk            | 20  | 26 | 5  | 5  | 16 | 26 | 56 | -30  |
| 13   | Khaitan FC            | 20  | 26 | 4  | 8  | 14 | 18 | 48 | -30  |
| 14   | Al Jahra              | 6   | 26 | 0  | 6  | 20 | 17 | 69 | -52  |

|  | Qualification pour la Coupe des clubs champions du golfe Persique 1985 |
|  | T : Tenant du titre C : Vainqueur de la Coupe du Koweït                |

## Bilan de la saison
| Championnat du Koweït de football 1983-1984      |                             |
| Champion                                         | Al Arabi Koweit (10e titre) |
| Coupes et trophées                               |                             |
| Vainqueur de la Coupe du Koweït 1983-1984        | Kazma Sporting Club         |
| Qualifications continentales                     |                             |
| Coupe des clubs champions du golfe Persique 1985 | Al Arabi Koweit             |
| Promotions et relégations                        |                             |
| Promus en Premier League                         | Aucun                       |
| Relégués en First Division                       | Aucun                       |